# First Lego League
FIRST LEGO League je mezinárodní soutěž organizovaná FIRST a LEGO Education pro mateřské, základní a střední školy, domy dětí a mládeže (DDM), střediska volného času (SVČ) a soukromé týmy. Soutěž má 3 divize a sice Discover (pro děti ve věku 3-6 let), Explore (pro děti ve věku 6-10 let) a Challenge pro žáky a studenty ve věku 10-16 let.
Každý rok v srpnu je zveřejněno zadání na nadcházející sezonu. Týmy mají za úkol řešit problémy reálného světa pomocí nástrojů vědy a techniky. Robotická část soutěže zahrnuje stavbu a programování robotů ze sad LEGO Education. Tito roboti mají za úkol plnit mise na soutěžním stole. Studenti mají dále za úkol přijít s řešením problému, jenž se vztahuje k aktuálnímu tématu sezóny. Následně studenti postupně porovnávají své řešení, znalosti a nápady v regionálních, národních a mezinárodních turnajích.
FIRST LEGO League Challenge vzniklo spoluprací FIRST a LEGO Group. Je třetí divizí FIRST LEGO League, určenou pro nejstarší děti.
V České republice je soutěž FIRST LEGO League pořádána nepřetržitě od roku 2006.

## Detaily soutěže (divize Challenge)
Na začátku každé sezóny organizátoři zasílají každému registrovanému týmu oficiální soutěžní materiály, které obsahují herní set s podložkou, materiály pro jednotlivá setkání týmu a stavební instrukce pro jednotlivé modely misí Robot Game. Týmy také obdrží seznam misí (v dokumentu Konstruktérský zápisník), který popisuje způsob plnění každé mise a bodové hodnocení jednotlivých misí. FIRST LEGO League Challenge poskytuje týmům kompletní svobodu co se týče způsobu plnění jednotlivých misí (pokud není pravidly stanovena metoda). Jediným skutečným omezením je nutnost použít pro plnění misí robota ze sady LEGO Education a do plnění misí nesmí tým zasahovat. Robot má pro úspěšné splnění co nejvíce misí časový limit 2,5 minuty. Robot musí být autonomní a smí obsahovat pouze jednu řídicí jednotku LEGO Education a maximálně čtyři motory. Počet použitých senzorů není omezen.
Mimo Robot Game má soutěž FIRST LEGO League divize Challenge ještě tři další disciplíny. 
První je Core Values, jež má určit, jak tým spolupracuje a jak ve všem, co dělá, využívá základní hodnoty FIRST LEGO League, mezi které patří inspirace, týmová práce, laskavá profesionalita a spolupráce. Kromě diskuse o tom, jak tým tyto hodnoty vyznává, mohou být týmy také požádány, aby provedly týmovou aktivitu, obvykle časově omezenou, která ukáže, jak tým spolupracuje při řešení nového problému. 
Druhou disciplínou je Robot Design, kde tým předvede mechanickou konstrukci, programování a strategii/inovaci svého robota. Cílem tohoto hodnocení je zjistit, co by robot "měl" dělat během Robot Game. 
Třetí disciplínou je Inovativní projekt, ve kterém musí studenti přednést pětiminutovou prezentaci o výzkumu tématu souvisejícího s aktuální výzvou (tématem sezóny). Požadované kroky projektu, kdy týmy musí nejprve identifikovat problém, který souvisí s tématem daného ročníku soutěže, poté vytvořit inovativní řešení svého identifikovaného problému úpravou něčeho, co již existuje, nebo vytvořením něčeho zcela nového ("inovativní řešení"), a poté se o toto řešení musí podělit s ostatními, například s odborníky z reálného světa, kteří mají odborné znalosti v tématu každoroční výzvy.

### Průběh disciplíny Robot Game
Na každý turnaj si tým přiveze svého robota, který bude soutěžit na oficiální soutěžní podložce totožné s podložkou, kterou tým dostal při registraci. Během zápasu Robot Game mohou být u hrací plochy maximálně čtyři členové týmu, kteří se však mohou vyměnit s ostatními členy týmu. V případě vážného problému, například poruchy celého robota, smí být u soutěžního stolu celý tým, dokud problém trvá. Členové si během soutěže nesmějí k tabuli přinést další roboty ani žádné jiné předměty.
Robot začíná v prostoru označeném jako "vypouštěcí zóna", což jsou dvě čtvrtkruhové plochy v rozích soutěžní podložky. Během pobytu v domácí nebo vypouštěcí zóně se dva členové týmu mohou robota dotýkat, připravovat jej na další mise a spouštět programy. Pokud se některý z členů týmu dotkne robota mimo základnu ("přerušení"), rozhodčí udělí trest, jehož výsledkem je odebrání žetonu přesnosti. Jedná se o stacionární modely LEGO, které zvyšují konečné skóre, pokud zůstanou na místě až do konce zápasu, a motivují tak k nepřerušování práce robota. Robot se na konci zápasu nemusí vrátit na základnu; některé týmy dokončí všechny své mise a robota ponechávají kdekoliv na soutěžní podložce. Dříve, v soutěžních letech 2008-09, 2009-10, 2011-13 a 2021-22, se body udělovaly, pokud se robot na konci dvouapůlminutového zápasu nacházel v jedné ze dvou určených oblastí, vždy mimo domácí zónu.
V základní hrací době má každý tým tři soutěžní jízdy. V závislosti na velikosti turnaje a místních odlišnostech se po vyhlášení výsledků základních kol pokračuje v pavoukovém schématu turnaje až do finále, kterého se účastní dva nejlepší týmy. Ve finále se jedou dvě soutěžní jízdy, mezi kterými si týmy vymění pozice u soutěžních stolů, tak aby byla zachována co nejvyšší rovnost soutěžních podmínek a zvítězil ten opravdu nejlepší.

### Součástky a programové vybavení
Týmy FIRST LEGO League Challenge mohou používat k sestavení svého robota jakékoliv součástky LEGO, pokud nejsou nijak upraveny. Roboti mohou být programováni za použití jakéhokoliv programovacího jazyka. Mnoho týmů používá programovací prostředí založené na blokových schématech, např. oficiální LEGO MINDSTORMS EV3 software, NXT-G software (nyní již zastaralý) nebo Robolab (taktéž zastaralý), všechny postavené na jádru Labview. 
Do roku 2021 byl nejčastěji používaným systémem LEGO MINDSTORMS EV3. Tento systém je stále pravidly povolený a mnoha týmy využívaný, nicméně se pomalu prosazuje LEGO Education SPIKE™ Prime, pro který jsou od srpna 2022 vydávány Návodné mise.

### Průběh soutěžního dne
Během soutěžního dne týmy absolvují cvičné jízdy Robot Game, minimálně 3 soutěžní jízdy Robot Game a hodnocení tří disciplín (Core Values, Robot Design a Inovační Projekt) před porotou. Za každou z disciplín mohou týmy získat maximálně 50 bodů. Turnaj vyhrává tým s nejvyšším součtem bodů ze všech čtyř disciplín. 
V České republice se regionální turnaje konají v Praze, Olomouci a Karlových Varech. Národní finále, do kterého postupují nejlepší týmy z každého regionálního turnaje se obvykle koná v Praze. Týmy, které se umístí na předních pozicích na národním finále získávají šanci zúčastnit se FIRST Championship World Festival – Houston, nebo některého z Open turnajů konaných po celém světe.